# Pedro de Sousa Holstein
Pedro de Sousa Holstein, Duque de Palmela, (Turín, 8 de mayo de 1781 — Lisboa, 12 de octubre de 1850) fue un político y militar portugués del periodo de la monarquía. Líder destacado de los cartistas (la facción más conservadora del liberalismo portugués), representó a Portugal en el Congreso de Viena. Fue por incontables veces ministro de Asuntos Exteriores, y primer ministro entre 1834 y 1835, en 1842 y en 1846. Además, sirvió como embajador en Copenhague, Berlín, Roma, Madrid y Londres.
Fue primer conde (1812), primer marqués (1823) y primer duque de Palmela (1850). También fue primer duque del Faial (desde 1833).

## Vida
Palmela era originario de una familia de la más alta aristocracia, pues era descendiente directo de la familia real portuguesa a través de ambos progenitores; además, por vía paterna descendía también de los reyes de Dinamarca, de la casa de Schleswig-Holstein-Sonderburg. Antes de él también su padre sirvió al país como diplomático. Por esa misma razón, de hecho, Palmela nació en Italia y durante su juventud recorrió con su familia diversas ciudades europeas. Entre 1791 y 1795 frecuentó un internado en Ginebra para regresar después a Portugal, donde estudió en la Universidad de Coímbra.
En 1796 ingresó en el ejército y en 1806 viajó a Roma, donde su padre era embajador ante la Santa Sede. Como su padre murió en el ejercicio de sus funciones, Palmela lo sustituyó, con solo 21 años de edad, convirtiéndose en uno de los más jóvenes embajadores portugueses de la historia. Durante su estancia en Italia conoció a Wilhelm von Humboldt e inició la traducción de Os Lusíadas, de Luís de Camões, para el filósofo alemán.
Después regresó a Portugal. Tras la ocupación del país por las tropas napoleónicas, en noviembre de 1807, Palmela continuó en el ejército, habiendo participado activamente en las batallas para liberar el país de la ocupación francesa. Sin embargo, su mejor faceta residía más en el arte de la diplomacia que en el de las armas, así que el príncipe regente D. João lo nombró embajador en Madrid. En 1812 ocupó la embajada en Londres, y en 1815 representó al país en el Congreso de Viena (donde defendió incansablemente la causa de Olivenza, supuestamente ocupada por España); después de terminado el Congreso volvería a Londres.
En 1817 fue llamado a ejercer el cargo de ministro de Asuntos Exteriores. Como tal, viajó a Río de Janeiro, donde la Corte portuguesa se encontraba desde la invasión francesa. No obstante, contrario a la presencia de la Corte en Brasil, y no en Lisboa, acabó por dimitir. Solo después de la Revolución liberal de Oporto de 24 de agosto de 1820, y el consiguiente regreso del rey en 1821, Palmela aceptó el cargo. Ya como ministro viajó a Brasil y acompañó al rey en su regreso triunfal a la metrópoli. En 1824, en la tentativa de golpe de Estado conocida como Abrilada, promovida por la reina Carlota Joaquina y por el infante Dom Miguel, Palmela fue prendido en la Torre de Belém bajo la acusación de ser líder de los liberales. Sin embargo, Juan VI lo liberó y recompensó con el título de Marqués y el cargo de embajador en Londres.
En la secuencia de los acontecimientos ocurridos después de la muerte de Juan VI (con el ascenso e inmediata abdicación al trono de Pedro IV, la creación de una regencia en favor de su hija Maria de la Gloria —que debería casar con el infante Dom Miguel— y, por fin, la usurpación del trono por este último en 1828), Palmela renunció al cargo de embajador y se dirigió a Oporto, donde se encontró con el Marqués de Saldanha, que había organizado un movimiento revolucionario contra los absolutistas (conocido como Belfastada). Fracasado este, Palmela comprendió que los liberales tendrían que equiparse convenientemente si querían vencer a Dom Miguel. Abandonó Portugal y partió para Londres como exiliado político.
Dom Miguel aprovechó para juzgarlo en ausencia y se apropió de sus bienes. Sin embargo, el Emperador de Brasil le nombró tutor de su hija, la legítima reina María II. En 1830 estableció la regencia en las Azores. Fue entonces cuando el almirante británico Charles Napier lo consideró como la persona adecuada para comandar la flota liberal. Cuando Dom Pedro asumió la regencia en 1832, le nombró su ministro de Asuntos Exteriores. Con Charles Napier zarpó en 1833 reclutando un ejército que llevó a cabo una expedición al Algarve, junto al Duque de Terceira. Después de la victoria naval en el Cabo de San Vicente, Dom Pedro ocupó Lisboa. Sousa volvió a ser primer ministro del 24 de septiembre de 1834 al 4 de mayo de 1835; también ocupó dicho puesto durante dos días en 1842 y de marzo a octubre de 1846.